# Vai via cosa vuoi/L'auto corre lontano, ma io corro da te
Vai via cosa vuoi/L'auto corre lontano, ma io corro da te è il decimo singolo discografico del gruppo musicale I Nomadi, pubblicato in Italia nel 1969 dalla Columbia.

## Descrizione
Vai via cosa vuoi è la versione italiana della canzone All The Love In The World dei Consortium con il testo in italiano scritto da Carlo Contini; il lato B, L'auto corre lontano, ma io corro da te, è la versione italiana del brano Wichita Lineman di Jimmy Webb con il testo in italiano scritto da Mogol.

## Tracce
1. Vai via cosa vuoi
2. L'auto corre lontano, ma io corro da te